# Titanic (1997)

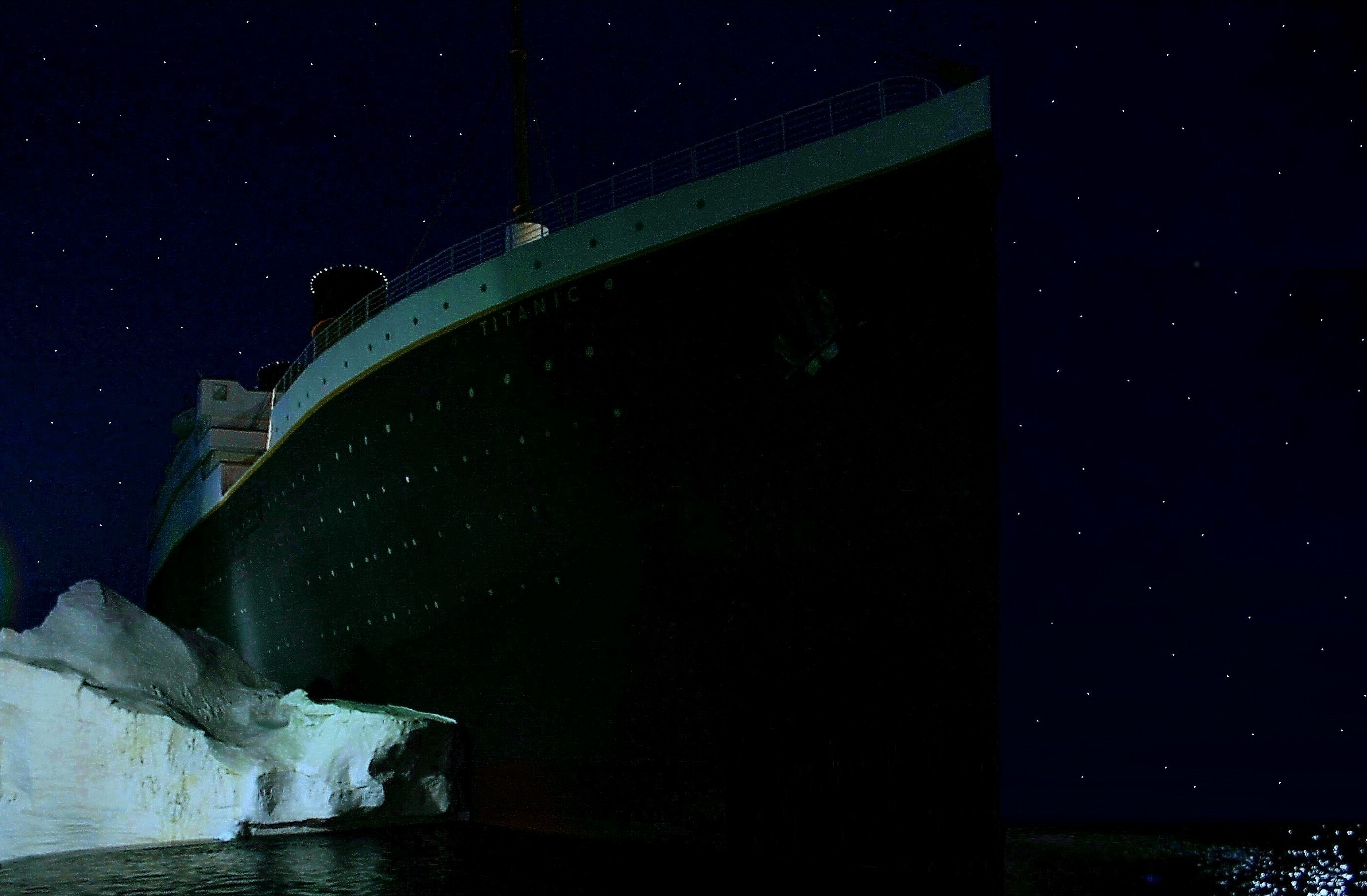
Die Titanic kurz nach der nächtlichen Kollision mit dem Eisberg (szenische Darstellung ähnlich wie im Kinofilm von 1997)

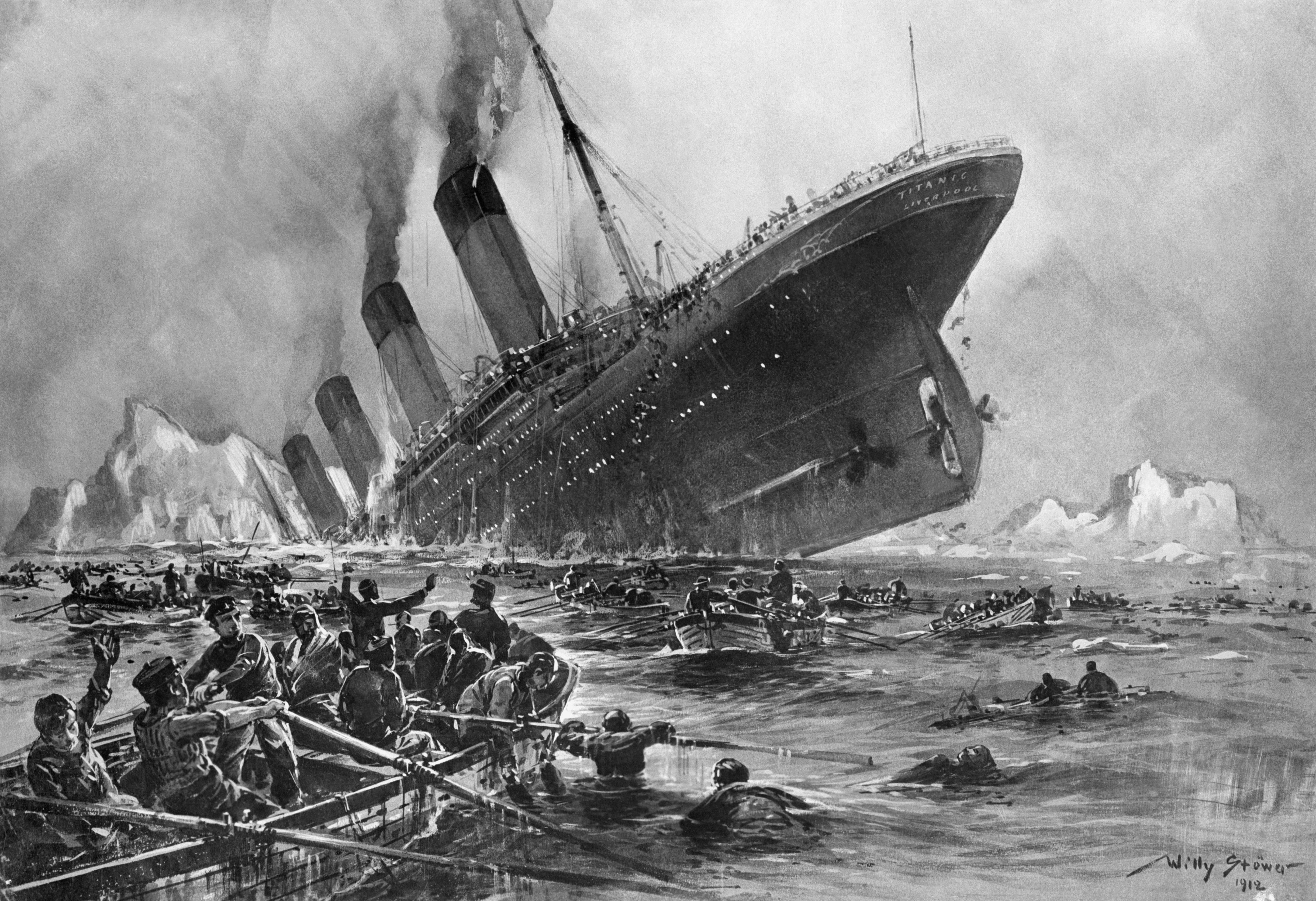
Untergang der Titanic, Illustration von Willy Stöwer für die Zeitschrift Die Gartenlaube

Titanic [taɪˈtænɪk] ist ein US-amerikanisches Spielfilmdrama aus dem Jahr 1997 mit Leonardo DiCaprio und Kate Winslet in den Hauptrollen unter der Regie von James Cameron, das die Geschichte der Jungfernfahrt der Titanic nacherzählt. Der Film war aber nicht der erste oder der letzte, der sich mit dem Thema befasst hat. Der Film gehört zu den erfolgreichsten Filmen aller Zeiten, löste 1997 Jurassic Park als erfolgreichsten Film ab und war bis Avatar – Aufbruch nach Pandora der erfolgreichste Film aller Zeiten.
Der Passagierdampfer war im April 1912 mit einem Eisberg zusammengestoßen und sank. Für den Spielfilm wurden Teile des Schiffs aufwändig und weitgehend originalgetreu rekonstruiert. In die tatsächliche Geschichte um den Untergang wurde eine Liebesgeschichte mit fiktiven Personen eingeflochten. Eine Rahmenerzählung bindet die Unterseeboot-Expeditionen mit ein, die es seit der Entdeckung des Wracks gibt.
Der Film gewann elf Oscars, darunter den für den Besten Film, und hatte allein in den Vereinigten Staaten 130,9 Millionen Kinobesucher, in Deutschland 18 Millionen. Mit einem weltweiten Einspielergebnis von über 1,8 Mrd. US-Dollar belegte der Film zwölf Jahre lang den ersten Platz in der Liste der erfolgreichsten Filme, bis er 2009 durch Avatar – Aufbruch nach Pandora abgelöst wurde, bei dem Cameron ebenfalls Regisseur war. Die Musik des Titanic-Films wurde von James Horner komponiert, den Titelsong My Heart Will Go On sang Céline Dion.

## Handlung
Im Jahr 1996 ist der Schatzsucher Brock Lovett mit einem Team des russischen Forschungsschiffes Keldysch im Nordatlantik auf der Suche nach dem verschollenen Diamantcollier „Herz des Ozeans“, das sich angeblich an Bord der legendären Titanic befinden und aus dem Schatz Ludwigs XVI. stammen soll. Dem Team gelingt es, aus einer Millionärssuite einen Safe zu bergen. Brock sieht Ruhm und Reichtum schon vor seinem geistigen Auge, doch anstelle des Diamanten befindet sich darin lediglich eine auf den 14. April 1912 datierte Aktzeichnung einer jungen Frau, die das besagte Schmuckstück trägt. In einem Fernsehbericht erfährt die 100-jährige Rose Calvert von dem Fund. Sie nimmt sofort Kontakt mit den Schatzsuchern auf und behauptet, die abgebildete Frau zu sein. Brocks Vertrauter Lewis Bodine traut ihr nicht, weil sie in den 20er-Jahren unter dem Namen „Rose Dawson“ als Schauspielerin tätig war. Sein Misstrauen wird dadurch verstärkt, dass Rose DeWitt Bukater, für die sich Rose Calvert ausgibt, offiziell mit 17 Jahren beim Untergang der Titanic ums Leben gekommen ist. Weil für das Team die Zeit drängt, da die Geldgeber mangels Erfolg der Expedition damit drohen, ihre Investitionen einzustellen, beschließen sie, die alte Dame und ihre Enkelin Lizzy einfliegen zu lassen.
Um letzte Zweifel aus der Welt zu schaffen, stellen die Schatzsucher Rose auf die Probe. Sie erzählen ihr von einer Schadensersatzforderung bezüglich des Colliers, die unter strengster Diskretion kurze Zeit nach dem Unglück beglichen wurde. Nachdem Rose den Namen des Antragstellers, Nathan Hockley, nennen konnte und zudem einige Fundstücke aus der Suite identifiziert, laden die Schatzsucher sie zu einer virtuellen Reise zurück auf die Titanic ein. Nach der Präsentation einiger Videoaufzeichnungen des Wracks und einer Animation des Untergangs erzählt Rose ihre Geschichte:
Mittwoch, 10. April 1912, Hafen von Southampton: Die Titanic, ein Luxusliner der White Star Line, ist kurz davor, zu ihrer Jungfernfahrt nach New York auszulaufen. Mit an Bord gehen die 17-jährige Rose DeWitt Bukater und ihre verwitwete Mutter Ruth, die der Oberschicht Philadelphias angehören, sowie Roses vermögender Verlobter Caledon „Cal“ Hockley, der Sohn eines Pittsburgher Stahl-Tycoons. Kurz vor der Abfahrt gewinnt zudem der in ärmlichen Verhältnissen lebende Künstler Jack Dawson aus Chippewa Falls für sich und seinen italienischen Freund Fabrizio de Rossi beim Pokerspiel zwei Dritte-Klasse-Tickets.
Unglücklich über die von ihrer Mutter eingefädelte Verlobung mit Cal und frustriert über ihre eigene Rolle in der Gesellschaft versucht Rose am Abend des 12. April, an Bord des Schiffes Selbstmord zu begehen, wofür sie am Heck der Titanic über die Reling klettert. Jack, der sie dabei beobachtet hat, kann sie jedoch nach kurzer Zeit überzeugen, wieder an Bord zu klettern. Rose rutscht dabei jedoch ab, Jack schafft es gerade noch rechtzeitig, sie zu packen und zurück über die Reling zu ziehen. Als Dank für die Rettung seiner Verlobten lädt Cal Jack für den nächsten Abend zum Dinner in der ersten Klasse ein.
Am nächsten Tag, Samstag, dem 13. April 1912, lernen sich Rose und Jack bei einem Spaziergang an Oberdeck näher kennen. Rose entdeckt Jacks künstlerische Begabung und vertraut ihm an, aus ihrer Rolle in der wohlhabenden Gesellschaft am liebsten ausbrechen zu wollen. Bei einer Begegnung mit Ruth und Molly Brown zeigt Ruth sich gegenüber Jack voreingenommen, weil sie in der neuen Bekanntschaft ihrer Tochter eine Gefahr für ihre Pläne sieht – anders als die warmherzige Molly, die Jack für das anstehende Dinner die Abendbekleidung ihres Sohnes ausleiht. Ruth schafft es beim Dinner nicht, Jack durch ihre herablassenden Bemerkungen unterzubuttern, vielmehr ist er es, der durch seine lebensbejahende Einstellung die Sympathien der Abendgesellschaft für sich verbuchen kann. Nach dem Essen verabschiedet er sich von Rose und steckt ihr heimlich eine Einladung zu einer Party in der dritten Klasse zu, die Rose annimmt. Der ausgelassene Ausflug, bei dem Rose sichtlich aus sich herausgehen kann, bleibt nicht unbemerkt: Cal hatte seinen Handlanger Spicer Lovejoy angewiesen, seiner Verlobten nachzuspionieren.
Am Morgen des 14. April konfrontiert Cal Rose mit ihrer Party in der dritten Klasse. Cals Wut bricht offen aus ihm heraus, und auch Ruth gibt ihrer Tochter deutlich zu verstehen, dass ihre wirtschaftliche und soziale Stellung von der Heirat mit Cal abhängt, weil Roses Vater der Familie nur Schulden hinterlassen hat. Anschließend führt Thomas Andrews Rose, Cal und Ruth durch verschiedene Teile des Schiffes. Rose bemerkt die mangelnde Anzahl der Rettungsboote, während Andrews daraufhin nur erwidert, er sei bei dem Versuch, mehr Rettungsboote anzuschaffen, aus ästhetischen Gründen überstimmt worden. Als Jack sie kurz darauf in einem unbeachteten Moment abpasst, weist Rose ihn wegen der Auseinandersetzung mit Cal und des Gesprächs mit ihrer Mutter zunächst zurück.
Am Nachmittag beobachtet sie ein kleines Mädchen. Es wird bei Tisch von seiner Mutter angewiesen, sich richtig zu setzen. Sie erkennt metaphorisch, wie fremdbestimmt sie lebt, und entscheidet sich doch für Jack. Als sie ihn am Bug des Passagierdampfers findet und er sie über die See „fliegen“ lässt, küssen die beiden sich zum ersten Mal. In Roses Suite fertigt Jack anschließend die Aktzeichnung an, auf der Rose das Herz des Ozeans trägt. Rose legt sie zusammen mit einer verhöhnenden Nachricht an Cal in den Safe, den Lovett später aus dem Wrack bergen wird. Jacks Aufenthalt in der Suite bleibt Lovejoy allerdings nicht verborgen. Bei der anschließenden Verfolgung finden Jack und Rose in einem der Kesselräume Zuflucht und gelangen in einen Frachtraum, wo sie sich in einem Auto ihrer Leidenschaft hingeben. Unterdessen läuft die Titanic mit hoher Geschwindigkeit durch ein Eisfeld: Als die beiden wieder an Oberdeck sind, beobachten sie gegen 23:40 Uhr die Kollision.
Als Rose und Jack den Ernst der Lage erkennen, kehren sie in die Suite zurück, um Ruth und Cal von der Kollision zu unterrichten. Dabei wird Jack Opfer einer Hinterlist: Nachdem Cal die Zeichnung und die Nachricht seiner Verlobten entdeckt hatte, beauftragte er Lovejoy, Jack das Diamantcollier unterzujubeln. Dieser wird als Dieb gefasst, Rose bleibt verloren zurück. Während die ersten Rettungsboote gefiert werden, spitzt sich Jacks Lage zu, als er eingeschlossen in seinem Arrest unter Deck verharrt und das Schiff langsam über den Bug sinkt. Rose, die nicht mehr an Jacks Diebstahl glaubt und sich weigert, mit ihrer Mutter und Molly von Bord zu gehen, sucht nach Thomas Andrews und erfährt von ihm, wo Jack wahrscheinlich festgehalten wird. Sie schafft es, ihn zu befreien, doch die beiden befinden sich im Gängelabyrinth der dritten Klasse, und die Besatzung wurde angewiesen, die dortigen Passagiere in Schach zu halten. Zusammen mit Tommy Ryan, einem irischen Bekannten von Jack und Fabrizio, entkommen sie aus ihrer Bedrängnis.
Derweil setzt Cal an Deck alles daran, mit dem Ersten Offizier William Murdoch ins Geschäft zu kommen, da dieser auch Männer in die Rettungsboote einsteigen lässt. Während er sich von Lovejoy anhören muss, dass Rose mit Jack auf der anderen Schiffsseite auf ein Rettungsboot wartet, schummelt sich Bruce Ismay, Direktor der White Star Line, von Bord. Als Rose von Cals Vereinbarung mit Murdoch erfährt, durch die angeblich auch Jack gerettet wird, steigt sie ein. Die junge Frau erträgt es aber nicht, von Jack getrennt zu sein, und springt aus dem Rettungsboot zurück auf das sinkende Schiff. Cal wird klar, dass Rose nicht ihn liebt, sondern Jack. Wutentbrannt schießt er auf die beiden, die nun zurück unter das bereits überflutete Deck fliehen müssen.
Da die wenigen verfügbaren Rettungsboote inzwischen beinahe alle abgelegt haben und die Lage zu eskalieren droht, setzen die Offiziere mittlerweile auch Waffen ein, um eine gewisse Ordnung aufrechtzuerhalten. Als Murdoch auf seine Warnung hin einen Mann erschießt, der versuchte, in eines der Boote zu gelangen, und auch eine tödliche Kugel auf Tommy abfeuert, der von einem Hintermann nach vorne gestoßen wurde, richtet er sich selbst. Cal entdeckt ein verlassenes Mädchen und nutzt durch dieses seine letzte Chance, ein Rettungsboot zu besteigen.
Jack und Rose kämpfen sich bis zum Heck der Titanic durch, um möglichst lange auf dem Schiff bleiben zu können. Fabrizio wird vom ersten Schornstein des Schiffs erschlagen. Durch die zunehmende Steillage des Schiffes kann der Rumpf des Schiffes der Belastung nicht mehr standhalten und bricht auf Höhe des dritten Schornsteins. Mit einem Mal liegt alles in völliger Dunkelheit. Vom Sog des sinkenden Hecks kurze Zeit unter Wasser gezogen, schaffen es Jack und Rose zurück an die Wasseroberfläche und finden sich inmitten hunderter anderer wieder, die im eiskalten Nordatlantik um ihr Leben kämpfen. Die beiden finden ein hölzernes Trümmerteil. Dieses kann jedoch nur Rose tragen; Jack bleibt im Eiswasser hängend zurück, nimmt ihr aber noch das Versprechen ab, die Katastrophe zu überleben und erst nach einem langen Dasein zu sterben.
Die Insassen der in nächster Nähe treibenden Rettungsboote unternehmen derweil nichts, um die Menschen aus dem Wasser zu retten – sie befürchten zu kentern, wenn zu viele Menschen gleichzeitig versuchen an Bord zu kommen. Einzig der Fünfte Offizier Harold Lowe macht sich mit einer kleinen Gruppe in einem Boot auf den Weg zurück. Schnell ist klar, dass die große Mehrzahl der Menschen im Meer der Kälte zum Opfer gefallen ist. Um unter den gerade einmal sechs Personen zu sein, die aus dem Eiswasser gerettet werden können, muss Rose zunächst den Untergang des leblosen Jack verkraften und durch die Trillerpfeife des Leitenden Offiziers Henry T. Wilde auf sich aufmerksam machen. An Bord des Passagierschiffes Carpathia, das die rund 700 Überlebenden in den Morgenstunden des 15. April 1912 aufgenommen hat, kann die Geborgene eine Begegnung mit Cal gerade noch verhindern. Dort gibt sie sich als „Rose Dawson“ aus, um einerseits weiterhin mit Jack verbunden zu sein und sich andererseits ihrer Vergangenheit und dem Einfluss von Cal und Ruth zu entziehen.
Zurück in der Gegenwart beendet Rose ihre Erzählung und gibt zu, bisher keinem, nicht einmal ihrem Ehemann, von ihren Erlebnissen erzählt zu haben. Brock gibt seine Suche nach Reichtum auf und öffnet sich Lizzy: Er bereut es, bei der dreijährigen Suche nach dem Diamantcollier die Titanic selbst vollkommen aus den Augen verloren zu haben. In der Nacht begibt sich Rose unbemerkt an die Reling der Keldysh. Wie sich herausstellt, ist das Herz des Ozeans noch immer in ihrem Besitz. Es war in dem Mantel, den Cal ihr vor ihrem Einstieg ins Rettungsboot umgelegt hatte. Nun wirft sie das Collier in die See.
Der Film endet damit, dass Rose regungslos in ihrem Kojenbett liegt. Auf dem Nachttisch sieht man Fotos, die ihr erfülltes, langes Leben dokumentieren – sie hat ihr Versprechen gehalten. In einer Schlusssequenz schreitet Rose als junge Frau wie zu Beginn ihrer Reise durch die Korridore der Titanic, wird im großen Treppenhaus der ersten Klasse von beim Untergang ums Leben gekommenen Passagieren aller Klassen und Crewmitgliedern begrüßt, und trifft auf der Treppe auf Jack, als hätte er die ganze Zeit auf sie gewartet. Als die beiden sich küssen, brandet Applaus auf.

## Produktion

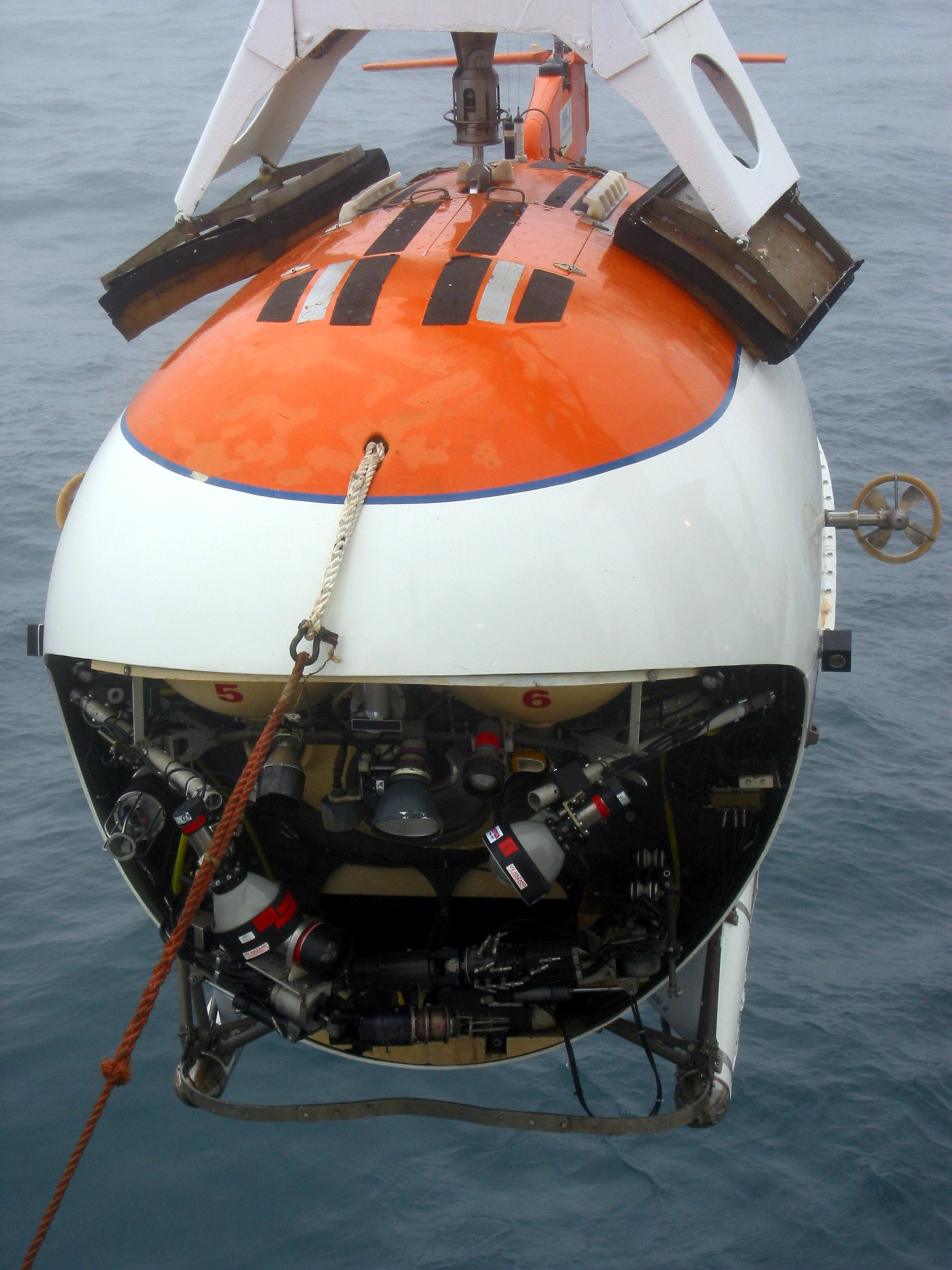
Eines der beiden Mir-U-Boote, die für den Film verwendet wurden

### Vorproduktion
James Cameron war von Schiffswracks schon immer fasziniert. So rückte Anfang der 1990er Jahre auch die Titanic in sein Blickfeld. Er war vom Potenzial der Geschichte begeistert und sah ihren Untergang als „großartigen Roman, der sich ganz genauso abgespielt hat“.

„Eine bessere Geschichte hätte man gar nicht schreiben können: Die Gegenüberstellung von Arm und Reich, die gesellschaftlichen Unterschiede zwischen Mann und Frau, die bis zum letzten Augenblick Gültigkeit hatten, die stoische Gelassenheit und das ehrbare Verhalten einer Epoche, die längst untergegangen ist, der Prunk des großartigen Schiffes, das sich nur mit der Tollheit jener Männer, die es wie besessen durch die Dunkelheit trieben, messen lässt. Und vor allem die Lehre, die wir daraus ziehen: Dass das Leben ein Wagnis ist, die Zukunft unbekannt … dass das Undenkbare möglich ist.“

Um die tragische Katastrophe strickte Cameron eine romantische Liebesgeschichte, bei der die sympathischen Hauptfiguren Jack und Rose einander näherkommen – stets mit der Gefahr lebend, dass ihr Glück jäh zerstört werden könnte. So konnte Cameron von Bug bis Heck alle interessanten Orte und Momente des Schiffes verknüpfen, um die Zuschauer „den Optimismus und die Herrlichkeit des Schiffes auf eine Art und Weise erleben zu lassen, wie sie den meisten Passagieren verwehrt blieb“. Des Weiteren schuf Cameron mit der älteren Rose einen modernen Rahmen für die Romanze, um die Erzählung greifbar und ergreifend zu machen. Der Schatzsucher Brock Lovett wurde als Repräsentant jener, die sich der Geschichte nie unter menschlichem Aspekt genähert haben, eingefügt.
Cameron überzeugte 20th Century Fox davon, den Film durch Originalaufnahmen der echten Titanic historisch zu fundamentieren. Er stellte eine Crew aus russischen, US-amerikanischen und kanadischen Wissenschaftlern, Filmtechnikern, Seeleuten und Historikern zusammen und organisierte 1995 zwölf Tauchfahrten, die vom russischen Forschungsschiff Akademik Mstislaw Keldysch koordiniert wurden. Mit zwei Mir-U-Booten – von damals fünf existierenden –, die bis zur Titanic in rund vier Kilometern Tiefe hinuntertauchen konnten, und einem Remotely Operated Vehicle (ROV) sollte das Wrack mit Kameras erkundet werden. Dieses eigens für den Film konstruierte Boot Snoop Dog drang dabei in die Innenräume des Schiffes vor, die nach dem Untergang noch niemand gesehen hatte. Pro Tauchgang konnten nur zwölf Minuten gefilmt werden. Danach begann Cameron mit dem Drehbuch.
Am 1. September 1995 begann die Produktion. Die Schiffswerft Harland & Wolff, die die Titanic einst erbaut hatte, öffnete ihre Archive, und man erhielt Zugang zu vermisst geglaubten Blaupausen. Für die Inneneinrichtung suchte das Team um Produktionsdesigner Peter Lamont nach Gegenständen aus der Zeit um 1912, dem Jahr, als die Titanic den Eisberg rammte. Allerdings musste sich alles in neuem Zustand befinden oder zumindest so aussehen, da das Schiff bereits auf seiner Jungfernfahrt unterging. Die Akribie ging so weit wie bei kaum einem anderen Film zuvor. Bis ins kleinste Detail wurden Kleider, Koffer, Geschirr, Innenausstattung und Umstände des Untergangs den Originalen oder den wahren Begebenheiten nachempfunden. Für diesen Aufwand wurden keine Kosten gescheut. Die Titanic hätte von einer Werft in Danzig für 25 Millionen US-Dollar seetüchtig nachgebaut werden können. Cameron zog es jedoch vor, mit realistischeren Spezialeffekten zu arbeiten, was doppelt so teuer war.
Um realistische Außenaufnahmen zu garantieren, kaufte 20th Century Fox eigens ein 160.000 m² großes Gelände an der mexikanischen Pazifikküste und ließ dort ab dem 31. Mai 1996 das erste voll funktionsfähige Filmstudio seit dreißig Jahren an der amerikanischen Westküste errichten. In vier Monaten entstand nördlich von Playas de Rosarito im Bundesstaat Baja California eine Filmanlage mit den Ausmaßen einer Kleinstadt mit umfangreicher Infrastruktur und zahlreichen Studios.
Mit Sprengungen wurde der Untergrund für zwei große Tanks präpariert – einer mit 64 Millionen Litern für eine originalgetreue Nachbildung der Titanic, die bis zu einem Winkel von 270° gedreht werden konnte, und einer mit 22 Millionen Litern, in dem die luxuriösen Inneneinrichtungen der 1. Klasse eingerichtet wurden. Das Schiff im großen Tank war zwar im exakten Maßstab aufgebaut worden, jedoch mussten von Lamont einige Kompromisse eingegangen werden. So wurden etwa die Rettungsboote und Schornsteine um zehn Prozent verkleinert und überflüssige Teile des Oberbaus und eines der vorderen Decks entfernt, um sie später durch Modelle zu ersetzen. Das Bootsdeck und das A-Deck waren funktionstüchtige Filmsets, während der Rest nur eine Stahlkonstruktion darstellte, in der sich die Plattform befand, mit der sich das Ganze für die Untergangsszenen neigen ließ. Ein 50 Meter hoher Kran sorgte auf 120 Metern Gleis neben seiner Funktion als Baukran für richtige Lichtverhältnisse und Kameraperspektiven. Nachdem die entsprechenden Szenen abgedreht waren, wurde das Schiff demontiert und als Alteisen verkauft, um die Produktionskosten etwas zu mindern.

### Besetzung
Cameron fragte Claire Danes, ob sie die Rolle von Rose übernehmen würde. Sie fühlte sich jedoch nach ihrer Arbeit an Baz Luhrmanns William Shakespeares Romeo + Julia sehr aufgebraucht und fand außerdem, die Filme ähnelten sich zu sehr. Er traf sich außerdem mit Gwyneth Paltrow wegen der Rolle. Als Darsteller von Jack waren ursprünglich Billy Crudup, Stephen Dorff, Matthew McConaughey, Macaulay Culkin und Christian Bale im Gespräch. Die Wahl fiel schließlich auf den US-amerikanischen Filmschauspieler Leonardo DiCaprio, der in Hollywood spätestens seit seiner Oscar-Nominierung für Gilbert Grape – Irgendwo in Iowa ein Begriff war, und die Britin Kate Winslet, die bis dahin vor allem in Großbritannien durch ihre Rolle in Sinn und Sinnlichkeit bekannt war. Für beide sollte der Film für einen enormen Bekanntheitsschub sorgen. DiCaprio wurde zum Teenie-Frauenschwarm und war auf zahlreichen Zeitschriftentiteln abgebildet, darunter das Musikmagazin Rolling Stone. Er gehörte in den Anfangsjahren des Internets zu den meistgesuchten Personen und war nun auch in Hollywood gefragt. Es folgten publikumsträchtige Filme wie Der Mann in der eisernen Maske (1998), The Beach (2000), Gangs of New York (2002), Catch Me If You Can (2002) und Aviator (2004). Kate Winslet unterschrieb vom Erfolg unbeeindruckt weiterhin bei Filmen mit geringen Budgets wie Marrakesch (1998) und Holy Smoke (1999) und wurde 2009 für ihre Rolle in Der Vorleser mit dem Oscar als Beste Hauptdarstellerin ausgezeichnet.
Auch bei den anderen Rollen dauerte es, bis die richtige Besetzung für den Film gefunden wurde. Molly Brown sollte ursprünglich von der Country-Sängerin Reba McEntire gespielt werden, die jedoch aus Termingründen absagen musste. Die Wahl fiel auf Kathy Bates. Sie war dem produzierenden Studio 20th Century Fox mit ihrer Gagenforderung in Höhe von 600.000 US-Dollar zwar zu teuer, doch Cameron half aus eigener Tasche aus, weil er sie für die ideale Besetzung hielt. Rob Lowe oder Jack Davenport sollten ursprünglich Cal Hockley verkörpern, wobei Davenport schließlich als zu jung eingeschätzt wurde. Stattdessen erhielt Billy Zane die Rolle. Als Darstellerin der alten Rose hatte Cameron Fay Wray favorisiert, die aber die Teilnahme an einem solchen Projekt als zu anstrengend einschätzte. Auch Ann Rutherford lehnte ab und so wurde die damals 86 Jahre alte Gloria Stuart verpflichtet.
Die Rolle des Brock Lovett übernahm der mit Cameron befreundete Bill Paxton als Ersatz für einen nicht mehr verfügbaren Darsteller erst kurz vor Drehbeginn, und das, ohne zuvor das Drehbuch gelesen zu haben.
Mit David Warner in der Rolle von Cals Kammerdiener Spicer Lovejoy wurde darüber hinaus ein Schauspieler engagiert, der schon in S.O.S. Titanic (1979) mitgewirkt hatte. Auch Bernard Fox hatte bereits in der Verfilmung Die letzte Nacht der Titanic von 1958 mitgewirkt, er spielte damals den Ausguck Frederick Fleet. Insgesamt wirkten am Film 93 Schauspieler, 67 Firmen und 1294 Mitglieder des Filmteams mit.

### Dreharbeiten
Für die Aufnahmen der Gegenwarts-Szenen am Anfang und Ende des Films wurde im Juli 1996 die Akademik Mstislaw Keldysch verwendet, die bereits als Forschungsschiff für die Tauchexpedition genutzt wurde. Während dieser Dreharbeiten mischte eine bis heute unbekannte Person die Designerdroge Phencyclidin in das Essen der Mannschaft, was für viele Mitglieder des Teams, darunter auch Cameron, im Krankenhaus endete. Im September 1996 begannen die eigentlichen Dreharbeiten in den neu errichteten Fox Baja Studios.
Dort wurden die Szenen am Poopdeck des Schiffes mittels einer speziellen Technik gedreht. Durch ein Gelenk konnte das gesamte Heck in wenigen Sekunden bis zu 90° aufgestellt werden. Für die Sicherheit der Stuntmen waren viele Requisiten aus Schaumstoff gefertigt worden. Am 15. November 1996 wurden die Einstiegsszenen gedreht. Cameron ließ die Titanic nur auf der Steuerbordseite aufbauen, da der vorwiegend aus Norden vorherrschende Wind den Rauch der Schornsteine so blies, dass es aussah, als fahre das Schiff. Allerdings hatte das Team deswegen Probleme, das Schiff bei seiner Abfahrt aus Southampton zu zeigen, da es mit seiner Backbordseite am Kai lag. Das Produktionsteam behalf sich mit einer kuriosen Lösung. Aufschriften auf Requisiten und Kostümen waren in Spiegelschrift aufgetragen und jemand, der laut Drehbuch nach rechts gehen sollte, ging in die andere Richtung. Erst in der Postproduktion des Films wurde das Material durch Spiegeln berichtigt.

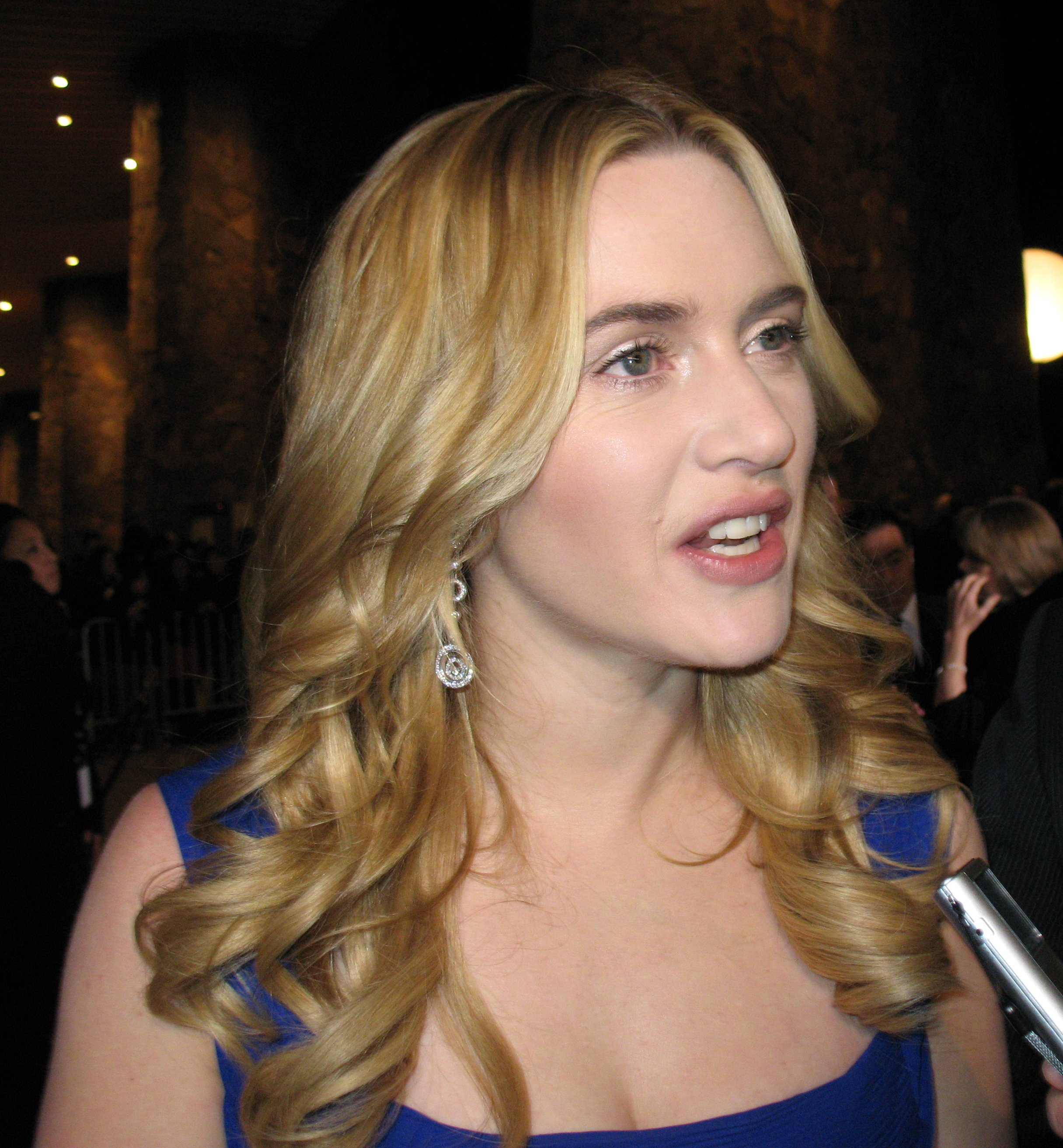
Die Hauptdarstellerin Kate Winslet (2007)

Der Zeitplan sah 138 Drehtage vor, aus denen bald 160 wurden. Viele Schauspieler holten sich Erkältungen, Influenza oder Niereninfektionen, nachdem sie stundenlang im kalten Wasser gedreht hatten, darunter auch die Hauptdarstellerin Kate Winslet. Einige Darsteller verließen das Team, drei Stuntmen hatten Knochenbrüche erlitten. Eine Untersuchung der Screen Actors Guild kam aber zu dem Ergebnis, dass auf dem Set alles eigensicher war. Cameron hat sich nie dafür entschuldigt, seine Mitarbeiter derart zu fordern, jedoch gestand er die etwas härtere Gangart ein: „Ich bin fordernd und ich fordere meine Crew. Was meine etwas militärische Gangart angeht, so bin ich davon überzeugt, dass der Umgang mit tausenden von Komparsen, aufwendiger Logistik und die Gewährleistung, dass Menschen nicht zu Schaden kommen, sehr in diese Richtung geht. Ich denke, dass Sie strenge Methoden an den Tag legen müssen, wenn Sie mit so vielen Leuten zu tun haben.“

### Spezialeffekte
Der kleinere Tank mit 22 Millionen Litern Fassungsvermögen war mit einem riesigen Hydrauliksystem versehen, mit dem neben dem Speisesaal der 1. Klasse die große Freitreppe mit einer Geschwindigkeit von 30 cm pro Minute komplett im Tank versenkt werden konnte. Dabei wurde die Treppe beim ersten Versuch aus ihrer Stahlverankerung gerissen, wobei aber niemand zu Schaden kam. Als das Vorderteil des 223 Meter langen Äußeren der Titanic in den größeren Tank gesenkt werden sollte, stellte sich heraus, dass es als der schwerste Teil des Schiffes wie eine Art Stoßdämpfer auf das Wasser wirkte. Um die Konstruktion dennoch in das Wasser zu bekommen, leerte Cameron viele Bereiche des Sets und zertrümmerte einige Fensterscheiben auf der Schiffspromenade eigenhändig. Nachdem der Speisesaal geflutet war, verbrachte das Team drei Tage damit, das ferngesteuerte Unterwasserfahrzeug des Schatzsuchers Lovett zu filmen, wie es das Schiff in der Gegenwart erkundet. Die Szenen nach dem Untergang im Atlantik wurden in einem 1,3 Millionen Liter fassenden Tank gedreht, dem kleinsten der Produktion, wobei die leblos im Wasser treibenden Körper mit speziellem Puder, der bei Kontakt mit Wasser kristallisiert, präpariert wurden. Durch dieses Pulver und den Einsatz von Wachs auf Haaren und Kleidung erhielten die Schauspieler ihr frostiges Aussehen.

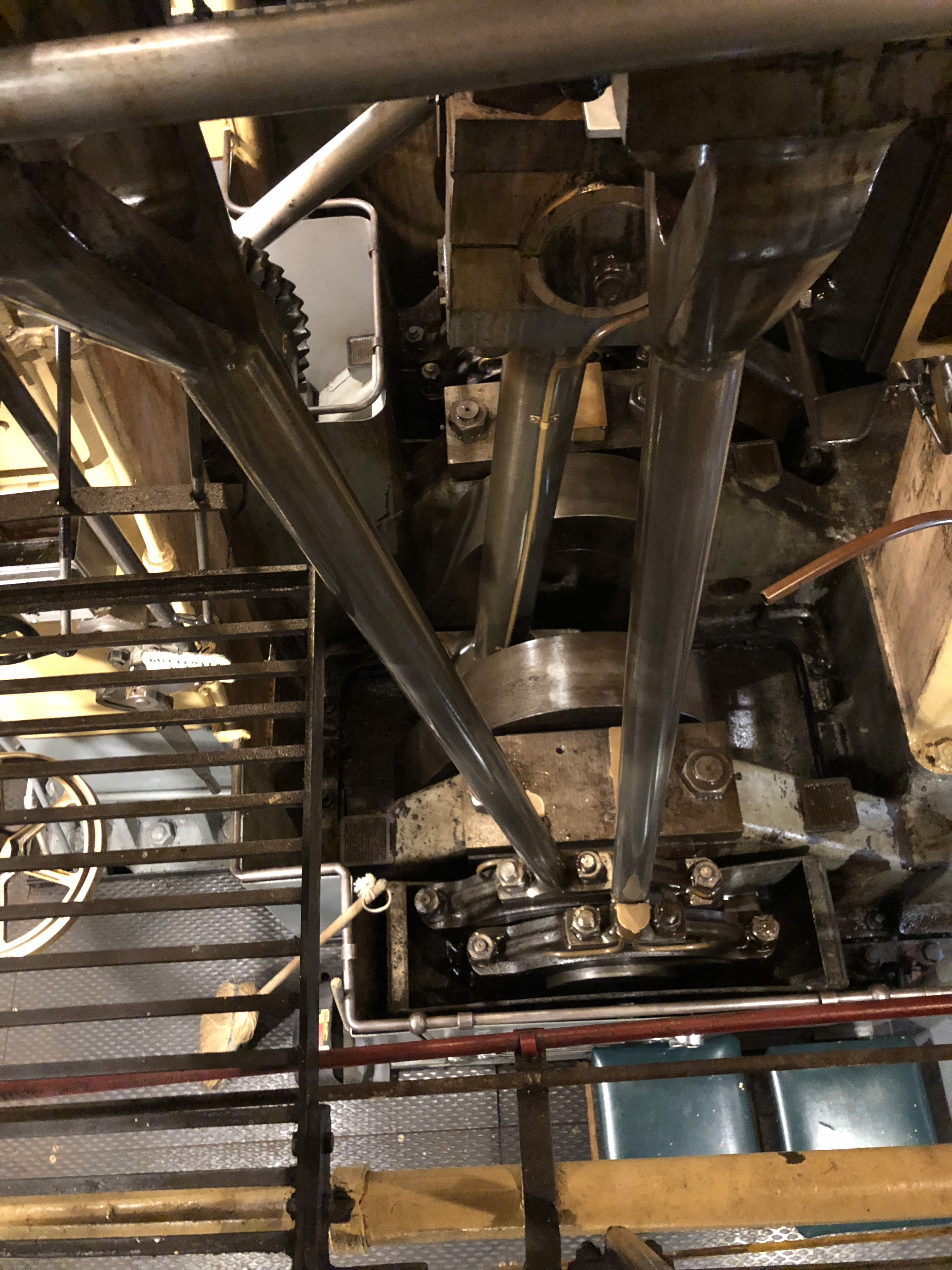
Teil der Verbunddampfmaschine der SS Jeremiah O’Brien

Cameron wollte bei diesem Film die Möglichkeiten von visuellen Effekten vorantreiben und beauftragte sein eigenes Modellstudio Digital Domain, die Errungenschaften aus seinen Filmen Abyss – Abgrund des Todes und Terminator 2 – Tag der Abrechnung weiterzuentwickeln. Dabei ging es besonders um die realistische Darstellung von Wasser, da es vornehmlich digital erstellt werden sollte. Konventionell wurde Wasser bis dahin für gewöhnlich verkleinert gefilmt, um mittels Zeitlupe größere Wassermassen zu imitieren, was nicht sehr überzeugend wirkte. Cameron spornte sein Team stattdessen an, ein 13 Meter langes Modell mit Motion Control zu filmen und später Wasser und Rauch digital hinzuzufügen. Für die digitale Umsetzung wurde eigens ein Berechnungs-Algorithmus vom Militär übernommen. Um die Illusion weiter zu perfektionieren, wurden zusätzliche Extras auf einer Bühne mit Bewegungserfassung gedreht. Der Visual Effects Supervisor Robert Legato scannte die Gesichter von Schauspielern, sein eigenes und die seiner Kinder, um den digitalen Menschen Leben einzuhauchen. Es gab außerdem ein 20 Meter langes Modell, das wiederholt in zwei Teile brechen konnte. Es war die einzige Miniatur, die im Wasser verwendet werden konnte. Für die Szenen im Maschinenraum wurde Drehmaterial aus geeigneten Räumen der SS Jeremiah O’Brien verwendet und durch Miniaturen und Schauspieler, die davor vor Greenscreen gefilmt wurden, vervollständigt. Um Geld zu sparen, wurde die Lounge der 1. Klasse nur als Miniatur angefertigt und später mit Greenscreen-Aufnahmen kombiniert. Zum Rendern der Szenen wurden 60 Computer verwendet, die mit einem Linux-Betriebssystem betrieben wurden.

### Schnitt
Als der Rohschnitt des Filmes stand, war Cameron vor allem mit dem Ende des Filmes nicht zufrieden. In dieser Version sieht Lovett, wie die alte Rose zur Reling des Forschungsschiffes geht. Er nimmt fälschlicherweise an, dass sie ins Wasser springen will, und kommt ihr zusammen mit Rose’ Enkelin Lizzy zu Hilfe. Rose will den Diamanten ins Wasser werfen, und die inzwischen eingetroffene Besatzung ist entsetzt. Während Rose über die emotionale Bedeutung des Schmuckstücks für sie redet, beginnt Lovett die alte Dame zu verstehen. Rose wirft den Diamanten anschließend ins Wasser. Cameron war der Meinung, dass das Publikum Lovett zu sehr aus den Augen verloren hatte, um sich noch allzu sehr Gedanken um ihn zu machen. Außerdem wollte er nach dem dramatischen Untergang der Titanic und nach dem sehr emotionalen Teil, in dem Jack stirbt, keine Szene akzeptieren, die derart diplomatisch und humorvoll ist.
Während erster Testvorführungen wurde die damals deutlich längere Szene kritisiert, in der Jack und Rose von Lovejoy über das Schiff gejagt werden. Darin verspricht Cal seinem Diener Lovejoy das Herz des Ozeans, wenn es ihm gelingen sollte, Jack und Rose zu töten. Lovejoy geht daraufhin in den Speisesaal des sinkenden Schiffes und sucht das Paar. Es wurde angemerkt, dass es in Anbetracht des sinkenden Schiffes befremdlich erscheine, sein Leben für bloßen Reichtum aufs Spiel zu setzen. Cameron überging die Szene schließlich, um den Film zu straffen.
Als Cameron den Film schließlich an das Filmstudio Paramount Pictures übergab, das die US-amerikanischen Rechte verwaltete, hatte er eine Länge von über drei Stunden. Cameron war klar, dass es sich die Studios nicht nehmen lassen würden, den Film eigenhändig zu kürzen, und er ließ verlauten: „Meinen Film schneidet ihr nur über meine Leiche.“ Später gab er jedoch zu, dass er sich nicht sicher war, ob der Film ein Erfolg werden würde.
Alle Szenen, die im Jahr 1912 spielen, haben insgesamt eine Länge von zwei Stunden und vierzig Minuten. Das entspricht genau der Zeitdauer, in der die reale Titanic sank.

### Soundtrack
Für die Musik seines Filmes wollte Cameron ursprünglich die irische Sängerin Enya verpflichten und hatte in einem Rohschnitt des Filmes bereits ihre Musik verwendet. Nachdem sie jedoch absagte und auch Dolores O’Riordan, Frontsängerin der Rockgruppe The Cranberries, wegen der Geburt ihres Sohnes ablehnte, wandte sich Cameron an den US-amerikanischen Filmkomponisten James Horner. Nach ihrer ersten Zusammenarbeit in Aliens – Die Rückkehr (1986) war ihre Beziehung zwar eher unterkühlt, doch Horners Arbeit an Braveheart überzeugte Cameron und Horner bescheinigte dem Projekt genug Potenzial, um erneut mit Cameron zusammenzuarbeiten. So komponierte James Horner eine Musik, die sich sehr am irischen Stil Enyas orientiert. Um ihren hallenden Klang zu imitieren, wurde für die wortlosen, stimmungsvollen Hintergrund-Gesänge im Soundtrack eigens die norwegische Sängerin Sissel Kyrkjebø verpflichtet. So kommt es, dass viele Gemeinsamkeiten zwischen dem Soundtrack zu Titanic und Enyas Lied Book of Days aus dem Film In einem fernen Land (1992) zu erkennen sind.
Céline Dion sang den Titelsong My Heart Will Go On, komponiert und geschrieben von Horner und Will Jennings. Anfangs wollte Cameron keinen Song für den Abspann, aber Horner setzte sich ohne Camerons Wissen mit Jennings an die Produktion eines Songs. Als Horner das Stück schließlich Cameron vorspielte, war dieser bereit, das später oscar- und grammyprämierte Lied im Abspann des Films zu verwenden. Buchautorin Paula Parisi kritisierte Cameron später dafür, „am Ende des Films kommerziell zu werden“. Für das Album und die Radioversion wurde das Demo verwendet, was unüblich ist. Horner, Dion und Sony Music entschieden sich dafür, die Demoaufnahme als offizielle Aufnahme zu behalten, da „Dions Stimme perfekt war“. Eine instrumentale Version von My Heart Will Go On stellt im Film das Liebesthema Rose dar.
Darüber hinaus wurden auch andere Künstler eingeladen, Songs für den Film einzubringen, darunter der christliche Liedermacher Michael W. Smith, der in den Deckblatt-Notizen zu seinem Song In My Arms Again von seiner CD Live the Life (1998) schrieb: „Inspiriert und geschrieben für den Film Titanic, voller Dank für die Möglichkeit, ihnen einen Song zu schicken, dankbar dafür, dass er auf diesem Album gelandet ist.“ Beim Stück Hymn to the Sea spielte Eric Rigler von der keltischen Band Bad Haggis sowohl irischen Dudelsack als auch Flöte.
Das Album wurde mit über elf Millionen verkauften Exemplaren der meistverkaufte, ausschließlich orchestrale Filmscore der Geschichte in den Vereinigten Staaten – bemerkenswert, da sich nur ein Popsong auf dem Soundtrack befindet. Der Soundtrack stieg im Januar 1998 in den Billboard 200 von Position elf auf eins. Dort sollte das Album ganze 16 Wochen verweilen. Kein Album hatte zuvor mehr als zehn Wochen den ersten Platz halten können. Auch in Großbritannien und Polen wurde der Soundtrack ein Erfolg. Es belegte im Königreich den 1. Platz in den UK-Album-Charts. Der Soundtrack erschien als einer der wenigen seines Genres darüber hinaus auch als Hybrid-Super-Audio-CD.
Der Erfolg des Albums führte zur Veröffentlichung einer zweiten Album-Version zum Video-Release des Films am 25. August 1998. Das Album Back to Titanic besteht aus einer Mixtur von bis dahin unveröffentlichten Aufnahmen und Neuaufnahmen einiger Songs aus dem Film, darunter ein von Moya Brennan, Enyas Schwester und Frontsängerin der irischen Band Clannad, aufgenommener Titel. Mit An Irish Party in Third Class wurde ein Teil der von Gaelic Storm gespielten traditionellen irischen Musik veröffentlicht. Es gibt außerdem eine neue Version von My Heart Will Go On, die mit Dialogen untermalt ist.
Nicht zum eigentlichen Soundtrack gehören die Musikstücke, die vom Bordorchester im Film gespielt werden. Die I Salonisti, die das Orchester verkörpern und auch die Musik selbst spielten, veröffentlichten diese Stücke auf ihrem Album And the Band Played on – Music played on the Titanic.

### Deutsche Synchronsprecher
Die deutsche Synchronisation entstand nach einem Dialogbuch von Sven Hasper unter dessen Dialogregie im Auftrag der Interopa Film GmbH in Berlin.
| Schauspieler      | Rolle                             | Deutsche Stimme          |
| ----------------- | --------------------------------- | ------------------------ |
| Leonardo DiCaprio | Jack Dawson                       | Gerrit Schmidt-Foß       |
| Kate Winslet      | Rose DeWitt Bukater               | Ulrike Stürzbecher       |
| Frances Fisher    | Ruth DeWitt Bukater               | Kerstin Sanders-Dornseif |
| Billy Zane        | Caledon „Cal“ Hockley             | Torsten Sense            |
| David Warner      | Spicer Lovejoy                    | Lothar Blumhagen         |
| Danny Nucci       | Fabrizio de Rossi                 | Tommaso Cacciapuoti      |
| Kathy Bates       | Margaret „Molly“ Brown            | Regina Lemnitz           |
| Eric Braeden      | John Jacob Astor                  | Norbert Langer           |
| Charlotte Chatton | Madeleine Astor                   | Schaukje Könning         |
| Michael Ensign    | Benjamin Guggenheim               | Frank-Otto Schenk        |
| Bernard Hill      | Kapitän Edward John Smith         | Gerhard Paul             |
| Ewan Stewart      | William M. Murdoch                | Michael Nowka            |
| Jonathan Hyde     | Joseph Bruce Ismay                | Bernd Rumpf              |
| Victor Garber     | Thomas Andrews                    | Helmut Gauß              |
| Gloria Stuart     | Rose #2 DeWitt Bukater (Old Rose) | Tilly Lauenstein         |
| Bill Paxton       | Brock Lovett                      | Thomas Fritsch           |
| Lewis Abernathy   | Lewis Bodine                      | Michael Walke            |
| Jason Barry       | Tommy Ryan                        | Andreas Fröhlich         |
| Jonathan Phillips | 2. Offizier Charles Lightoller    | Udo Schenk               |

### Veröffentlichung
Angaben in Klammern sind jeweils inflationsbereinigte Werte.
Als Titanic zu seinem eigentlichen Abgabedatum am 2. Juli 1997 noch nicht vollendet war, stieg in den Chefetagen der beiden beteiligten Filmstudios 20th Century Fox und Paramount Pictures die Anspannung. Das gesamte Projekt war für 20th Century Fox aufgrund seiner Größe ein riskantes Unterfangen. Die Kosten für den Film waren ursprünglich mit etwa 150 Mio. US-Dollar (293 Mio. US-Dollar bzw. 254,1 Mio. Euro / 236,4 Mio. Schweizer Franken) veranschlagt. Während der Produktion zeichnete sich ab, dass es bedeutend mehr werden würde. Am Ende standen 200 Mio. US-Dollar (391 Mio. US-Dollar bzw. 339 Mio. Euro / 315,5 Mio. Schweizer Franken) exklusive 40 Mio. US-Dollar (78 Mio. US-Dollar bzw. 67,6 Mio. Euro / 62,9 Mio. Schweizer Franken) Marketingkosten zu Buche, für damalige Verhältnisse eine enorme Summe. Damit ist Titanic einer der teuersten Filme, die je gedreht wurden.
Die Studiobosse befürchteten ein erneutes „Heaven’s Gate“. Dieser sehr teure Film führte damals als wirtschaftlicher Misserfolg zum Verkauf des Studios United Artists. Zweifel an Camerons Regiestil kamen auf, seine Absetzung stand im Raum. In diesem fortgeschrittenen Stadium der Produktion konnte 20th Century Fox jedoch denjenigen, der alle Fäden zusammenhält, nicht einfach feuern, ohne das ganze Projekt scheitern zu lassen. Das Filmstudio, das die internationalen Verleihrechte und Namensrechte besaß, verkaufte sicherheitshalber die Vertriebsrechte in Nordamerika für 65 Mio. US-Dollar (127 Mio. US-Dollar bzw. 110,1 Mio. Euro / 102,5 Mio. Schweizer Franken) an die US-amerikanische Produktionsfirma Paramount Pictures. Das Anschwellen der Kosten ließ Cameron später auf seinen als Gehalt deklarierten prozentualen Anteil an den Einspielergebnissen verzichten, wobei er jedoch nach Fertigstellung des Films einen Bonus von 20 Mio. US-Dollar (39 Mio. US-Dollar bzw. 33,8 Mio. Euro / 31,5 Mio. Schweizer Franken) von 20th Century Fox erhielt.
Paramount verschob das Erscheinungsdatum schließlich um mehr als fünf Monate auf den 19. Dezember 1997. Die Premiere fand am 1. November 1997 auf dem Tokyo International Film Festival fernab von Hollywood statt. In Japan hatte Cameron zuvor mit seinem Film Abyss – Abgrund des Todes eine große Fangemeinschaft bedient – für Titanic ein Vorteil. Obgleich erste Reaktionen von der New York Times als „lauwarm“ ausgewertet wurden, wurde der Film vom Branchenblatt Variety hoch gelobt. Etwas mehr als einen Monat später erreichte der Film auch ein größeres Publikum. Am 19. Dezember 1997 startete der Film in den US-amerikanischen Kinos, knapp einen Monat später am 23. Januar 1998 zog Großbritannien nach. In Deutschland kam der Film am 8. Januar 1998, in anderen Ländern Europas wie Frankreich, Belgien oder der Schweiz bereits am 7. Januar in die Kinos. Im deutschen Free-TV war der Film erstmals am 25. Dezember 2000 auf RTL zu sehen.
Nach etwas mehr als einem Jahr wurde der Film am 31. Juli 1999 als nichtanamorphe Widescreen-Single-Disc-DVD ohne nennenswerte Extras veröffentlicht, nachdem er bereits als bis dahin erfolgreichste Videokassette Aufmerksamkeit erlangt hatte. Paramount Pictures bereitete sich aufgrund des großen Erfolges des Films mit beinahe einer Million Kopien entsprechend auf den zu erwartenden Andrang vor. Die DVD entwickelte sich zur bestverkauften Film-DVD der Jahre 1999 und Anfang 2000. Es sollte im April 2000 die erste DVD werden, von der mehr als eine Million Exemplare verkauft wurden. Damals besaßen weniger als fünf Prozent aller US-amerikanischen Haushalte einen DVD-Spieler. Erst später entwickelte sich bei Regisseur Cameron der Wunsch, eine weitaus umfangreicher ausgestattete Edition zu veröffentlichen.
So erschien sechs Jahre nach der originalen DVD-Veröffentlichung am 25. Oktober 2005 in Nordamerika ein 3-DVD-Set, das eine anamorphe Breitbild-Version des Filmes auf zwei DVDs präsentiert. Darüber hinaus können 29 bisher unveröffentlichte, nicht verwendete Szenen, ein alternatives Ende, eine nachgestellte Wochenschau im Stil von 1912 und andere Extras eingesehen werden. Ursprünglich war Ed W. Marsh beauftragt worden, eine zwei Stunden lange Retrospektive zu produzieren, die jedoch von Cameron nach ihrer Fertigstellung vom DVD-Set gestrichen wurde.
Am 7. November 2005 folgte eine internationale Zwei- beziehungsweise Vier-Disc-Version des Films. Auf der Special Edition mit zwei DVDs befindet sich der Film mit digital aufbereitetem 6.1-Ton und drei Audiokommentaren von James Cameron und der Filmcrew. Der dritte wurde vom historischen Rechercheur des Films, Ken Marschall, gesprochen. Darüber hinaus ist Céline Dions Musikvideo zu My Heart Will Go On auf der DVD. Auch drei Parodien unter anderem mit Ben Stiller sind enthalten. Die Deluxe Collector’s Edition mit vier DVDs enthält alle Extras der 3-Disc-Edition. Auf der vierten Scheibe befindet sich als Highlight das HBO-Spezial Heart of the Ocean.

### Wiederveröffentlichung in 3-D
Wie Paramount Pictures, 20th Century Fox und Lightstorm Entertainment bekannt gaben, war James Camerons Titanic ab dem 6. April 2012, fast auf den Tag genau 100 Jahre nachdem die Titanic ausgelaufen ist, weltweit als 3-D-Wiederaufführung in den Kinos zu sehen. Die digitale 3-D-Konvertierung kostete 18 Millionen US-Dollar (15,6 Mio. Euro; 14,5 Mio. Schweizer Franken).
Das weltweite Einspielergebnis der Startwoche belief sich auf 80 Millionen US-Dollar, davon allein 27 Millionen in den USA. Zum 100. Jahrestag des Titanic-Untergangs am 14. April überschritten die Einnahmeerlöse der Original- und der 3-D-Version des Films zusammen die Marke von 2 Milliarden US-Dollar (1.734,2 Mio. Euro; 1.613,6 Mio. Schweizer Franken). Zuvor konnte nur Avatar – Aufbruch nach Pandora diese Marke überschreiten.
Bereits am 16. November 2011 wurden das offizielle Filmplakat und der offizielle Trailer veröffentlicht. Die Deutschland-Premiere fand am 5. April 2012 statt. Trotz seit November 2011 laufender Promotion erfüllte die Wiederveröffentlichung die an sie gestellten Erwartungen zunächst nicht. So musste sich Titanic 3D in den USA nach dem Premierenwochenende mit Platz 3 der Kino-Charts begnügen und damit hinter Die Tribute von Panem – The Hunger Games und American Pie: Das Klassentreffen einreihen. Die gleiche Platzierung erreichte der Film auch in Deutschland und Kanada. Dagegen verdrängte Titanic 3D in der Schweiz und in Großbritannien, dem Heimatland der Hauptdarstellerin Kate Winslet, The Hunger Games von der Spitze der Kino-Hitlisten. In Österreich erreichte der Film ebenfalls Platz 1 der Kino-Charts und überflügelte Zorn der Titanen. Vor allem aufgrund der Einnahmen in China (bereits über 100 Millionen US-Dollar bzw. über 86,7 Mio. Euro respektive über 80,7 Mio. Schweizer Franken) wurde der Film mit insgesamt 284,3 Millionen US-Dollar (246,5 Mio. Euro; 229,4 Mio. Schweizer Franken) außerhalb der Vereinigten Staaten der zunächst erfolgreichste Film des Jahres, bis er von Marvel’s The Avengers (790,2 Millionen US-Dollar bzw. 685,2 Mio. Euro respektive 637,5 Mio. Schweizer Franken) übertroffen wurde. Mit insgesamt 342 Millionen US-Dollar (296,5 Mio. Euro; 275,9 Mio. Schweizer Franken) ist die 3-D-Wiederveröffentlichung von Titanic mit deutlichem Abstand (Platz 2: Der König der Löwen 3D, 177,6 Millionen US-Dollar bzw. 154 Mio. Euro respektive 143,3 Mio. Schweizer Franken) die bis zum 17. November 2012 erfolgreichste 3-D-Wiederveröffentlichung.
Im Zuge dieser 3-D-Wiederveröffentlichung ist der Film auch erstmals seit dem 24. September 2012 auf Blu-ray Disc erhältlich. Erschienen ist Titanic dabei als 2-D- und 3-D-Version. Das Bonusmaterial entspricht der Vier-Disc-Edition von 2005.

### Wiederveröffentlichung in 4K-HDR
Zum 25-jährigen Jubiläum lief Titanic ab dem 10. Februar 2023 wieder in den Kinos, in Deutschland bereits ab dem 9. Februar 2023. Die technisch überarbeitete Fassung zeigt den Film zum ersten Mal in der höheren 4K-Auflösung.

## Analyse

### Visueller Stil
Neben Camerons Bestreben, durch Kulissen, Kostüme und CGI eine perfekte Illusion des Handlungsortes hervorzubringen, setzt der Regisseur inszenatorische Mittel bevorzugt ein, um in seinen beiden Hauptfiguren Identifikationsobjekte für den Zuschauer zu erschaffen. Diesem Zweck dienen die vielfach eingesetzten subjektiven Einstellungen, etwa als Jack bei seinem Besuch in der 1. Klasse den Blick über den Prunk des Treppenhauses schweifen lässt oder als die Kamera beim Sinken der Titanic buchstäblich mit den Protagonisten in die Tiefe gerissen wird.
In der Farbgestaltung setzt Cameron immer wieder die Farben Rot und Blau ein. Marschall analysiert: „Rot und Blau wechseln sich szenisch ab wie die emotionalen Höhepunkte des Films: Liebe und Hass, Wärme und Kälte, Zugehörigkeit und Distanz, Anteilnahme und klassenspezifische Überheblichkeit.“ Dieses Herausstellen von Dualitäten wird besonders in der Liebesszene am Bug des Schiffes sichtbar. Die Farbe des Meeres ändert sich mehrmals von Rot in Blau und wieder zurück, laut Marschall eine „an Kitsch grenzende Schönheit des Farbenspiels“, die Rose’ Kampf um Freiheit und Unabhängigkeit und gleichzeitig die darin liegende Gefahr visualisiert.

### Dramaturgie
Marschall sieht in der Dramaturgie des Films „eine ausgeklügelte Kombination von Katastrophe und Liebesgeschichte, die bis in die feinsten Verästelungen auf der motivischen Ebene durchgehalten wird“. In einer „sorgfältig komponierten Exposition“ bekommt jeder Handlungsstrang eine eigene Auftaktszene. Die parallele Erzählweise wird konsequent bis zum ebenso erzählerisch gestaffelten Schluss beibehalten.
Durch eine in der Gegenwart angesiedelte, dokumentarisch anmutende Rahmenhandlung werden die Zeit- und Erzählebenen immer wieder gezielt durchbrochen. Die Off-Stimme der alten Rose suggeriert dem Zuschauer dabei, so Töteberg, „an einem persönlichen Bericht teilzuhaben“. Die Rahmenhandlung dient nach Marschalls Meinung „der Relativierung des schrecklichen Schlusses“, indem sich der Zuschauer stets gewiss sein darf, dass die Heldin überlebt. Gleichzeitig schlägt der Regisseur dadurch eine Brücke in die Gegenwart und zeigt im Motiv der Wracksuche, dass die verhängnisvollen Ursachen der Katastrophe – der blinde wissenschaftliche Ehrgeiz und die Geldgier – auch in der Jetztzeit noch vorhanden sind.
Die Probleme des Films werden von Rose getragen, während Jack derjenige ist, der ihnen nachgeht. Der Antagonist wird von Cal verkörpert. Er steht sowohl Jack als auch Rose direkt gegenüber. Roses Probleme werden durch ihn neu entfacht und Jacks dramaturgische Funktion des „Problemlösens“ untergraben, indem dessen Lösungsansätze durch Vermeiden oder Vorbeugen abgewiesen werden. Zudem setzt Cal dem emotionalen Wesen von Rose Kontrolle entgegen – auch als Gegenstück zu Jacks unkontrollierter Natur.

### Themen und Motive
Neun Mal wurde das Unglück der Titanic vor der Veröffentlichung von Titanic bereits verfilmt. Wie bei seinen Vorgängern ist die Titanic „das Schiff der Träume, der Hoffnung, der Millionäre, Symbol des Fortschrittsglaubens, des Technikzeitalters, der Klassengesellschaft [und] des Patriarchs“. Töteberg nennt den Film „eine Romeo-und-Julia-Variante, bei der nicht familiäre, sondern soziale Hürden der Liebe entgegenstehen“. Als Hintergrund für die Liebesgeschichte dient somit eine starre Klassengesellschaft, die durch die beiden Liebenden in rebellischer, fast revolutionärer Weise überwunden werden muss, um zueinander zu finden. Cameron bezieht dabei eindeutig Stellung gegen die durch die Schiffsklassen repräsentierte hierarchische Struktur und für die Rechte der Unterprivilegierten. Töteberg stellt fest, Cameron kritisiere „die überlebten Hierarchien einer […] Oberschicht und sympathisiert mit irischen Einwanderern wie Jack, die in Amerika auf Chancengleichheit hoffen“.
Rose muss hierbei einen aktiven Akt der Selbstbefreiung leisten. Marschall führt aus: „Immer wieder muss sich Rose aktiv zwischen Liebe und Wohlstand entscheiden, zwischen Wagnis und sicherer Rettung, zwischen der gefährlichen Unabhängigkeit und ihrer Rolle als Zuckerpüppchen unter dem Joch der bürgerlichen Prostitution durch Geldheirat.“ Dieser Befreiungsprozess ist für Töteberg ein Hauptgrund, warum der Film besonders für junge Mädchen so attraktiv ist. Alle Themen der weiblichen Pubertät werden durch Rose aufgenommen. Auf der Jungfernfahrt eines Schiffes durchlebt sie die Abnabelung von den Eltern und die Entdeckung einer eigenen, selbstbewussten Sexualität.
Gerade das Thema der erwachenden Sexualität findet nach Tötebergs Meinung Niederschlag in der Symbolik der narrativen Elemente des Films. Töteberg stellt fest: „Die Ikonographie und Metaphorik des Films ist eindeutig sexuell konnotiert.“ Das Aufbrechen des Schiffskörpers durch den Eisberg steht seiner Meinung nach für die Verletzungsangst des Mädchens, das Eintauchen des Schiffsrumpfs in die Tiefe für die Penetrationsangst des Jungen.
Der Philosoph Slavoj Žižek schlägt sogar eine Deutung vor, die die Katastrophe als Antwort des Lacanschen „Realen“ auf Rose’ Situation reinterpretiert: Rose ahnt unbewusst, dass sie weder mit dem reichen Cal noch mit dem Habenichts Jack in Amerika glücklich werden wird. Als sie Sex mit Jack hat, durchbricht sie damit die Gesellschaftsordnung und ruft damit das Reale (den Eisberg) herbei. Die Katastrophe ermöglicht es ihr, sich beiden Männern zu entziehen, aber Jacks Namen anzunehmen. Sie kann innerlich reifen und sich befreien.
Den Kontrast zur romantischen Liebesgeschichte bildet das Thema der verhängnisvollen Technologiegläubigkeit, der die männlichen Protagonisten anhängen. Marschall analysiert: „Auf der Titanic, dem Symbol männlicher Allmachtsphantasie und des technologischen Traumes einer modernen Welt, die in wahnhafter Selbstüberschätzung geglaubt hat, jedem Naturphänomen gewachsen zu sein, vollzieht sich filmisch das Phantasma eines weiblichen Befreiungsakts.“ In der Kombination all dieser Themen sieht Marschall das Erfolgsrezept des Films: „Katastrophe, individuelle Revolte und Neubeginn des Lebens gehen Hand in Hand.“

### Filmmusik
James Horner und James Cameron wurden sich schnell darüber einig, dass eine „große dramatische Orchestrierung wie im Hollywood der 1940er Jahre“ dem Film nicht weiterhelfe und auch Musik der damaligen Zeit nicht passe. Stattdessen besteht die Filmmusik zu Titanic zu großen Teilen aus Synthesizer- und Chor-Elementen, die durch klassische Orchestereinlagen unterstützt werden. Horner verwendet vor allem weibliche Singstimmen, so zum Beispiel in A Life So Changed. Er unterstützt zudem mit dem Einsatz irischer Volksmusik das Thema irischer Einwanderer im Film. Deren Lebendigkeit soll sich musikalisch deutlich von der „gebildeten Salonmusik der 1. Klasse unterscheiden“.
Im Film kommen im Wesentlichen vier wichtige Themen zum Einsatz. Es gibt das Leitthema für die Titanic vor dem Zusammenprall mit dem Eisberg, separate Themen für Jack und Rose und deren Liebesthema Rose. Horner legte die vier Themen so an, dass sie „gleichzeitig gespielt werden und aufeinander eingehen können“.
Während der Untergangsszenen übernimmt die Filmmusik dramaturgische Funktion und dabei unter anderem den Aufbau von Spannungsbögen. Hier steht das Überleben von Mensch und Maschine im Vordergrund. Dazu Julie Olsen, Musik-Absolventin der Universität Eau Claire in Wisconsin: „Spannung wird nicht nur mit einem Ostinato, sondern auch mit plötzlichen, verstärkten Tonstößen aufgebaut. Das zeigt, dass das Schiff und seine Passagiere nicht untergehen werden, ohne zu kämpfen.“ Horner will hier vor allem „die emotionale Geschichte betonen und antizipieren“.

## Rezeption

### Einspielergebnis
Nachdem der Film am Freitag, dem 19. Dezember 1997, in den Vereinigten Staaten angelaufen war, stieg das Einspielergebnis bereits am Sonntag auf über 28,5 Millionen US-Dollar. Innerhalb der nächsten Woche verdreifachte sich der Umsatz und selbst drei Monate nach der Uraufführung wurde reger Zuspruch verzeichnet – noch immer waren die Kinosäle ausverkauft. Es dauerte 15 Wochen, ehe das Ergebnis der einzelnen Wochen um 50 Prozent zurückging. Normalerweise steht die Rate bei etwa 40 Prozent pro Woche. Ende März 1998 war Titanic der erste Film, der mehr als eine Milliarde US-Dollar eingespielt hat. Viele sahen Titanic mehrere Male und der dazugehörige Soundtrack sowie das Filmbuch James Camerons Titanic wurden erfolgreiche Verkaufsartikel. Das Buch befand sich über mehrere Wochen an der Spitze der Bestsellerliste der New York Times – das erste Mal, dass einem filmbegleitenden Buch derart viel Aufmerksamkeit zukam.
Titanic spielte insgesamt etwa 1,8353 Milliarden US-Dollar ein und war damit bis zum 26. Januar 2010 der erfolgreichste Film der Filmgeschichte. Übertroffen wurde er erst vom ebenfalls von James Cameron gedrehten Film Avatar – Aufbruch nach Pandora, zu dessen Erfolg die neue 3D-Technik beigetragen hat. Titanic belegt derzeit Platz 4 (Stand: 19. April 2025) in der Liste der weltweit erfolgreichsten Filme aller Zeiten.
Betrachtet man das Einspielergebnis von Titanic unter Berücksichtigung der Inflation, belegt der Film mit einem weltweiten Einspielergebnis von 2,245 Milliarden US-Dollar hinter Vom Winde verweht (1939), Krieg der Sterne (1977) und Schneewittchen und die sieben Zwerge (1937) den vierten Platz. In dieser Konstellation fällt auf, dass Titanic einer der erfolgreichsten Filme der Gegenwart ist; denn unter den ersten zehn Plätzen der Liste befinden sich nur vier Filme, die nicht älter als 30 Jahre sind, von denen der zweiterfolgreichste, Jurassic Park (1993), nur etwa halb so viel inflationsbereinigte Einnahmen verzeichnen kann wie Titanic.
Beachtlich ist außerdem, dass Titanic fast 70 Prozent seiner Einnahmen außerhalb der Vereinigten Staaten und Kanadas erspielte. In Deutschland ist der Film nach Das Dschungelbuch (1967) mit über 18 Millionen Zuschauern und 117 Millionen Euro Einspielergebnis der zweiterfolgreichste Film. In zahlreichen anderen europäischen Ländern ist Titanic auf dem ersten Platz der jeweiligen nationalen Bestenliste, darunter Frankreich (20,6 Millionen Besucher), die Schweiz (1,9 Millionen Besucher) und Spanien (10,8 Millionen Besucher). In Großbritannien, wo der Film 68,5 Millionen Pfund einspielte, verlor er die Spitzenposition 2008 an die Musical-Verfilmung Mamma Mia!.

### Kritik
Titanic wurde von Kritikern wie Kinogängern weitgehend gut aufgenommen, wobei die Meinungen über den Film weit auseinandergehen. Noch bevor die Produktion abgeschlossen war, kritisierten Beobachter die immensen Produktionskosten des Films. Damals waren selbst die zunächst mit 150 Millionen US-Dollar veranschlagten Produktionskosten in dieser Größenordnung nicht als Filmbudget üblich. Darüber hinaus wurde bemängelt, dass den Protagonisten in diesem Film anscheinend mehr Wichtigkeit zuteilwird als der Katastrophe an sich. Dazu kämen historische Ungenauigkeiten, obwohl Cameron großen Wert auf diesen Aspekt legte. Der Film stand zudem wegen seines laut Kritikern erhöhten Kitschfaktors sowie seiner trivialen Handlungslinie in der Kritik. In einer Abstimmung der BBC-Show The Film programme wurde Titanic zum „schlechtesten Film aller Zeiten“ gekürt, während der Film laut einer Befragung auf der BBC-Webseite im Jahr 2003 bezeichnenderweise das „Beste Filmende“ besitzt.
Im Kreuzfeuer der Kritiker stand vor allem die großzügig erzählte Liebesgeschichte zwischen den beiden Hauptakteuren, verkörpert durch Kate Winslet und Leonardo DiCaprio, die die Handlung nur aufhalte und den Film unnötig aufblähe. Jeff Millar vom Houston Chronicle schrieb dazu: „Als das Schiff den Berg rammt, am Eine-Stunde-und-45-Minuten-Punkt, werden wir augenblicklich für das basis-erzählerische Beiwerk von Drehbuchschreiber James Cameron entschädigt – eine Schiffsdeck-Romanze.“ Erst an diesem Wendepunkt des Filmes kommen die Stärken des Filmes zum Zuge, meint auch die deutsche Programmzeitschrift TV Movie: „Nach 100 Minuten beginnt endlich das Inferno, und jetzt ist James Cameron ganz in seinem Element […] Ein wahrer Triumph der Computertechnik.“
Dass der Film sich zu sehr auf die Romantik beschränke, meint auch Steven D. Greydanus vom Decent Films Guide: „Möglicherweise ist das Traurigste an Titanic seine Auslebung von romantischen Idealen, während selbstverweigernde Tugenden wie Ehre, Pflicht und Heldentum ausgeschlossen werden.“ Auf der anderen Seite gibt es auch lobende Töne für die romantische Grundstimmung des Films. Zum Beispiel von Janet Maslin in der New York Times: „Cameron gelingt es auf magische Weise, das junge Liebespaar in seinem Film zusammenzuführen, das von Leonardo DiCaprio und Kate Winslet bezaubernd gespielt wird.“ Der Film sei „womöglich der wirkungsvollste Film des Jahres, der darüber hinaus eine durchweg unterhaltsame Liebesgeschichte bietet“, meint Scott Renshaw in Scott Renshaw’s Screening Room.
Durchweg positiv wurde die technische und handwerkliche Umsetzung der monumentalen Größe des Films eingeschätzt. Kritiker verglichen das Ausmaß von Titanic mit jenem von klassischen Hollywood-Epen wie Ben Hur (1959) oder Cleopatra (1963). Dazu der bekannte Filmkritiker Roger Ebert: „Es ist fehlerloses Handwerk, intelligent konstruiert, nachhaltig gespielt und faszinierend […] Solche Filme umzusetzen ist nicht schwer, aber es ist beinahe unmöglich, es gut zu machen. Die technischen Schwierigkeiten sind derart gewaltig, dass es einem Wunder gleichkommt, wenn die Filmemacher dazu noch Drama und Geschichte hineinbringen. Ich fühlte mich sowohl von der Story als auch von der traurigen Geschichte überzeugt.“ Auch die deutsche Filmzeitschrift Filmdienst sieht diese Gratwanderung als gelungen: „Trotz einer fast manischen Fixierung auf eine möglichst originalgetreue Rekonstruktion des Schiffes und seiner Interieurs sowie des gigantischen Aufwandes entstand mehr als ein Kostüm- und Katastrophenfilm: Der angenehm ruhige Rhythmus, teilweise herausragende Schauspieler sowie die kunstvolle Kameraarbeit lassen das Epos zu einer berührenden Love-Story werden.“ Dieser Meinung ist auch James Berardinelli: „Akribisch im Detail und dennoch überwältigend in Maßstab und Intention, ist Titanic die Art eines epischen Filmes, die selten geworden ist. Man schaut sich Titanic nicht einfach an, man erlebt es.“ Todd McCarthy vom Branchenblatt Variety sieht im Film eine „spektakuläre Demonstration, wie moderne Technologie zum dramatischen Geschichtenerzählen beitragen kann“. Für Almar Haflidason vom BBC ist die Größe des Films dessen Rettung. Zwar kritisierte er das „schwache Drehbuch, das mit dürftigem Dialog“ versehen sei, jedoch sei es „trotz der Schwächen“ des Films „schwer, nicht von der schieren Pracht des Films mitgerissen zu werden“. Die Filmzeitschrift Cinema sieht in dem Film „die monumentale Inszenierung eines modernen Mythos.“
Andere wiederum titulieren den Film als Höhepunkt des ausufernden Kommerzkinos. Ein trivialer Inhalt werde mit gigantischem technischen Aufwand in atemberaubende Bilder gepackt. Die um den Untergang gesponnene Geschichte glänze nur so vor Einfallslosigkeit, meint etwa Geoff Andrew vom Time Out Magazine: „Abgesehen von der Ethik eines solchen Aufwands bei einem Film hat diese beispiellose Extravaganz nicht zu einem durchdachten oder wenigstens zufriedenstellenden Storyverlauf geführt.“ Die Handlung und die Dialoge seien der Optik untergeordnet, findet auch Kenneth Turan, Filmkritiker der Los Angeles Times: „Was wirklich für Tränen sorgt, ist Camerons Beharrlichkeit zu glauben, dass das Schreiben von Filmen dieser Art innerhalb seiner Möglichkeiten liegt. Das ist nicht nur ein Trugschluss – es entspricht nicht einmal annähernd der Wahrheit.“ Barbara Shulgasser vom San Francisco Examiner gab dem Film gar nur einen Stern von vieren und kritisierte vor allem das Drehbuch: „Die Anzahl, wie oft sich die beiden Hauptfiguren in diesem unglaublich schlecht geschriebenen Drehbuch beim Namen nennen, ist bezeichnend dafür, dass es dem Drehbuch grundlegend an interessanten Dialogen mangelt, die man stattdessen führen könnte.“ Eine Filmrezension des Channel 4 Film meint, man habe sich im Verlauf des Filmes weit von „emotionalen Auslösern“ entfernt und „ganze Abschnitte mit schlechtem Schauspiel und Drehbuch überstanden, doch am Ende drückt Cameron dennoch auf die Tränendrüse“.
Die oscarprämierte Filmmusik zum Film von James Horner zählt zu dessen größten Erfolgen und bekam überwiegend positive Einschätzungen. Julie Olson bescheinigt Horner „einen der schwierigsten und feinfühligsten Scores unserer Zeit“, dem „durch seine Komplexität und Gelassenheit die vollkommene Balance zwischen Spannung und Auflösung gelingt“. Auf der anderen Seite hinterfragten einige Kritiker, ob die hauptsächlich mit Synthesizern verwirklichte Musik zum historischen Ambiente des Films passe.

### Einfluss
Titanic markiert den Höhepunkt der damaligen Begeisterung für digitale Filmtechnik. Filme wie Jurassic Park (1993) oder Independence Day (1996) hatten für Scheinwelten die Spezialeffekte bereits ausgereizt. Als einer der ersten Filme verwendete Titanic die neue Technik für absoluten Realismus. Dabei war klar, dass der Film weniger ästhetische als wirtschaftliche Maßstäbe setzen würde. Durch die Ausmaße des Films, sein stattliches Filmbudget und seinen Erfolg hinterließ Titanic seine Fußabdrücke in der Gesellschaft und der Geschichte des Films. Titanic setzte eine neue Orientierungsmarke für nachfolgende Hollywood-Produktionen, sodass große Filmstudios seitdem eher bereit sind, auch größere Summen für Filmproduktionen mit großen Gewinnchancen zu bewilligen.
Auch die Präsentation der Geschichte der Titanic und ihrer Protagonisten blieb nicht ohne Folgen. In William Murdochs Heimatstadt Dalbeattie in Schottland rief die Darstellung des Ersten Offiziers seinen Neffen Scott Murdoch auf den Plan, der das Ansehen seines Onkels in Gefahr sah und die Sache richtigstellen wollte. Demnach hatte Murdoch ernsthaft versucht, so viele Menschenleben wie möglich zu retten. Einige Monate später begab sich Fox-Vizepräsident Scott Neeson nach Dalbeattie, um eine persönliche Entschuldigung abzugeben und einer lokalen High School für den William Murdoch Memorial Prize 5.000 £ zu spenden. Cameron entschuldigte sich später auf dem Audiokommentar der DVD, räumte jedoch ein, dass es Offiziere gab, die feuerten, um die Devise „Frauen und Kinder zuerst“ durchzusetzen.
Selbst Jahre nach seiner Veröffentlichung findet Titanic Erwähnung in Film, Fernsehen und Musik. Ein Beispiel dafür ist der Film Bruce Allmächtig (2003), in dem der Hauptdarsteller Jim Carrey eine alte Dame mit inhaltlichen Fragen zu Titanic konfrontiert. Unter anderem wirft er ihr vor, sie habe Jack erfrieren lassen, indem sie ihn nicht „auf die Tür gelassen habe“. Andere Filme greifen die Szene auf, in der Jack Rose am Bug des Schiffes mit ausgestreckten Armen „fliegen“ lässt, meist in Verbindung mit dem Satz „Ich bin der König der Welt“, der allerdings aus einer anderen Szene stammt. Beispiele hierfür sind die Filme Open Water 2 (2006) und Tatsächlich… Liebe (2003). Regisseure greifen die Szenerie gelegentlich auf, um den Aspekt Freiheit zu betonen, so zum Beispiel in Harry Potter und der Gefangene von Askaban (2004). Eine ähnliche Schlussszene kam bereits 1991 in einem Film von Leos Carax vor, Die Liebenden von Pont-Neuf, mit Juliette Binoche. Im Film Ant-Man (2015) sprengt der Protagonist einen Tresor von Carbondale, der aus demselben Stahl wie die Titanic bestehen soll, indem er Wasser darin eindringen und dieses gefrieren lässt. Er kommentiert dieses Vorgehen damit, dass sich der Eisberg und die Titanic auch nicht vertragen haben und alle an Bord starben. Darauf kommentieren seine Komplizen über Funk, dass die alte Dame überlebt, damit sie das Schmuckstück später ins Meer werfen kann.
Des Weiteren findet Titanic Anspielung in einigen Fernsehserien und im Fernsehen. Selbst die Werbung bediente sich der Filmvorlage. Für das US-amerikanische Fernsehen wurde ein Spot für die Gelben Seiten produziert, in dem die ältere Rose den Diamanten wie im Film ins Wasser wirft. Hier holt sie ihn wieder heraus, um das Collier zu Geld zu machen. Slogan: „Triff geschickt finanzielle Entscheidungen“. 1998 gab es in der US-amerikanischen Comedy-Show Saturday Night Live einen Sketch, in dem Bill Paxton und James Cameron selbst spielen. Darin geht es um eine verdrehte Version des Filmendes, bei der herauskommt, dass sich Rose die ganze Geschichte nur ausgedacht hat. Cameron habe das falsche Ende nur gestrichen, weil sich das Publikum massiv beschwert hätte.
Zudem hinterlässt Titanic musikalisch Spuren. Die Band Hanson parodierte in ihrem Musikvideo für den Song The River das Storygerüst von Titanic. Am Ende öffnet die ältere Rose – die wie im Film von Gloria Stuart gespielt wird – ihren CD-Spieler und wirft eine Hanson-CD in den Ozean. Sängerin Britney Spears greift das Thema in ihrem 2000er Hit Oops!… I Did It Again auf. In der im Song enthaltenen Dialogszene überreicht ihr Liebhaber ihr das Diamantcollier und antwortet auf ihre hinterfragende Mutmaßung, die alte Dame hätte es in den Ozean geworfen, dass er es für sie heraufgeholt habe.

### Ehrungen

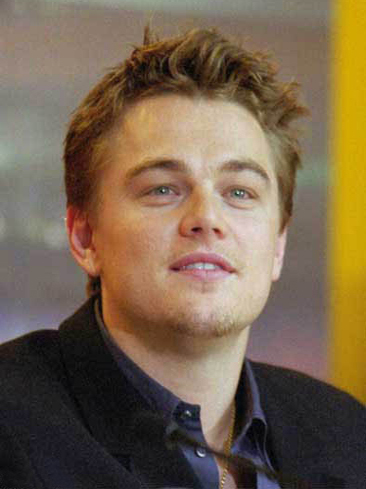
Der Hauptdarsteller Leonardo DiCaprio gewann einen MTV Movie Award als Bester Darsteller

Der Film war bei zahlreichen Filmpreisverleihungen sehr erfolgreich, obwohl die großen US-amerikanischen Filmkritikervereinigungen wie die Los Angeles Film Critics Association, der National Board of Review, die National Society of Film Critics und der New York Film Critics Circle seinerzeit ausnahmslos Curtis Hansons L.A. Confidential den Vorzug gaben.
Besonders bei der Oscarverleihung 1998 sorgte Titanic für Aufmerksamkeit. Der Film gewann elf Trophäen bei 14 Nominierungen und stellte damit den bestehenden Rekord von Ben Hur aus dem Jahr 1959 ein (12 Nominierungen). 2004 konnte Der Herr der Ringe: Die Rückkehr des Königs ebenso viele Oscars gewinnen, hatte jedoch nur elf Nominierungen. Kurioserweise wurden bei Titanic erstmals in der Geschichte der Oscars mit Kate Winslet und Gloria Stuart zwei Akteure nominiert, die im Film ein und dieselbe Rolle verkörpern. Erst im Jahr 2001 konnte der Film Iris das gleiche Kunststück wiederholen, zufälligerweise wurde auch hier Kate Winslet als Darstellerin nominiert. Zudem ist Gloria Stuart bis heute die älteste oscarnominierte Person; zum Zeitpunkt ihrer Nominierung war sie bereits 87 Jahre alt.
Titanic wird wegen seiner Popularität und Größe außerdem vom American Film Institute in fünf Bestenlisten geführt. So landet der Film in einer Neuauflage der 100 besten amerikanischen Filme von 2007 auf dem 83. Platz. Bei den 100 besten amerikanischen Thrillern ist Titanic auf Position 25, bei den 100 besten amerikanischen Liebesfilmen an 37. Stelle, bei Amerikas 100 besten Filmsongs reicht es für My Heart Will Go On für Platz 14 und das Filmzitat „Ich bin der König der Welt“ behauptet sich bei den 100 besten Filmzitaten aus US-Filmen auf Platz 100.
Der Film wurde als bester Film mit einem People’s Choice Award ausgezeichnet und gewann außerhalb der Vereinigten Staaten zahlreiche Preise, so zum Beispiel den Japanese Academy Award in der Kategorie Bester ausländischer Film. Insgesamt sammelte Titanic fast 90 Auszeichnungen und 47 Nominierungen von Institutionen auf der ganzen Welt, von denen die wichtigsten im Folgenden genannt sind.
| Oscarverleihung 1998 - Bester Film - Beste Regie: James Cameron - Beste Musik: James Horner - Bester Filmsong: My Heart Will Go On, gesungen von Céline Dion - Bester Schnitt: Conrad Buff IV, James Cameron, Richard A. Harris - Beste Spezialeffekte: Robert Legato, Mark A. Lasoff, Thomas L. Fisher, Michael Kanfer - Bester Ton: Gary Rydstrom, Tom Johnson, Gary Summers, Mark Ulano - Bestes Kostümdesign: Deborah Lynn Scott - Beste Kamera: Russell Carpenter - Bestes Szenenbild: Peter Lamont, Michael Ford - Bester Tonschnitt: Tom Bellfort, Christopher Boyes - nominiert für: - Bestes Make-up: Tina Earnshaw, Greg Cannom, Simon Thompson - Beste Hauptdarstellerin: Kate Winslet - Beste Nebendarstellerin: Gloria Stuart Golden Globes 1998 - Beste Regie: James Cameron - Bester Film – Drama - Beste Filmmusik: James Horner - Bester Filmsong: My Heart Will Go On, gesungen von Céline Dion - nominiert für: - Bester Hauptdarsteller – Drama: Leonardo DiCaprio - Beste Hauptdarstellerin – Drama: Kate Winslet - Beste Nebendarstellerin: Gloria Stuart - Bestes Filmdrehbuch: James Cameron MTV Movie Awards 1998 - Bester Darsteller: Leonardo DiCaprio - Bester Film - nominiert für: - Beste Action-Szene - Beste Darstellerin: Kate Winslet - Bester Filmkuss: Leonardo DiCaprio & Kate Winslet - Bester Filmsong: My Heart Will Go On, gesungen von Céline Dion - Bestes Film-Team: Leonardo DiCaprio & Kate Winslet - Bester Bösewicht: Billy Zane | Blockbuster Entertainment Awards 1998 - Bester Hauptdarsteller – Drama: Leonardo DiCaprio - Beste Hauptdarstellerin – Drama: Kate Winslet - Bester Nebendarsteller – Drama: Billy Zane - Beste Nebendarstellerin – Drama: Kathy Bates Golden Satellite Awards 1998 - Bester Filmregisseur: James Cameron - Bester Film – Drama - Bestes Szenenbild: Peter Lamont, Michael Ford - Bestes Kostümdesign: Deborah Lynn Scott - Bester Filmschnitt: Conrad Buff IV, James Cameron, Richard A. Harris - Beste Filmmusik: James Horner - Bester Filmsong: My Heart Will Go On, gesungen von Céline Dion - nominiert für: - Bestes Original-Drehbuch: James Cameron - Bester Hauptdarsteller – Drama: Leonardo DiCaprio - Beste Hauptdarstellerin – Drama: Kate Winslet - Beste Kamera: Russell Carpenter - Beste Visuelle Effekte: Robert Legato, Mark A. Lasoff, Thomas L. Fisher, Michael Kanfer Sierra Awards 1998 - Beste Kamera: Russell Carpenter - Beste Regie: James Cameron - Bester Original-Song: My Heart Will Go On, gesungen von Céline Dion - Bester Film Grammy Awards 1999 - Bester Song (My Heart Will Go On) - Beste weibliche Gesangsdarbietung – Pop: Céline Dion Bogey Award 1998 - Bogey Award in Titan für über 10 Millionen Kinobesucher in 100 Tagen BRIT Awards 1999 - Bester Soundtrack Empire Awards 1999 - Beste Britische Darstellerin: Kate Winslet - Bester Film Goldene Kamera 2001 - Film International: Kate Winslet National Film Registry - Aufnahme 2017 |